# Mamitsho Pontshi Lobo
Mamitsho Pontshi Lobo, née le 3 janvier 1985 à Buta en République démocratique du Congo, est une pilote congolaise et militante des droits humains et troisième femme pilote dans l’histoire de l’aviation civile de la RDC.

## Biographie

### Origines et études
Mamitsho Pontshi effectue l'école maternelle à Buta, l'école primaire à Kikwit, et l'école secondaire à Mbuji-Mayi, où elle obtient un diplôme en mathématiques et physique. Elle poursuit ses études à l’Institut Supérieur des Techniques Appliquées (ISTA) de Kinshasa, où elle devient ingénieure en aéronautique civile, option exploitation aéronautique.

### Parcours professionnel
En 2007, Mamitsho Pontshi commence sa carrière comme élève pilote. En 2011, elle intègre la compagnie Goma Express, puis rejoint Katanga Wings entre 2012 et 2013, où elle pilote des avions de type Hawker 125/700 et 800. En avril 2016, elle est copilote sur Airbus A320 chez Congo Airways, la compagnie nationale. Le 8 juillet 2023, elle est nommée directrice générale adjointe de Congo Airways puis reconduite en 2017.

## Engagement civique
Mamitsho Pontshi est secrétaire générale de l’Association nationale des pilotes du Congo (ANPC) et mentore au sein de l’organisation AfriYAN-RDC, qui œuvre pour l’autonomisation des jeunes et leur participation citoyenne.